# Shergo Biran
Shergo Biran (* 4. Januar 1979 in Berlin) ist ein ehemaliger deutscher Fußballspieler und jetziger -trainer.

## Karriere
Shergo Biran spielte in seiner Jugend für zahlreiche Berliner Vereine. Über Concordia Wittenau, 1. FC Lübars, BFC Preussen und FC Berlin gelangte er 1996 schließlich zu den Reinickendorfer Füchsen. Mit der A-Jugend der Füchse wurde er im Folgejahr nordostdeutscher Meister sowie Berliner Pokalsieger und konnte sich außerdem die Torjägerkanone der Regionalliga Nordost sichern. Im selben Jahr schaffte er auch den Sprung in die Männermannschaft.
Von den Füchsen wechselte er zur Saison 1999/2000 zunächst zu Tennis Borussia Berlin, kam nach der Hinrunde aber wieder nach Reinickendorf zurück, da er bei TeBe keine Spielpraxis sammeln konnte. Im Jahr 2001 verließ er die Füchse erneut und ging zum FSV Lok Altmark Stendal, um wiederum ein Jahr später nochmals bei Tennis Borussia zu landen. In den folgenden Jahren entwickelte sich Biran zu einem sprichwörtlichen „Wandervogel“: Zur Saison 2003/04 wechselte er zur zweiten Mannschaft von Hansa Rostock. Dort konnte er sich durch seine guten Leistungen (30 Tore in 42 Spielen) auch für die erste Mannschaft empfehlen. Jedoch kam er nur zu zwei Kurzeinsätzen in der Bundesliga: Am 9. Spieltag der Saison 2004/05 wurde er im Heimspiel gegen den FC Bayern München in der 84. Minute und am 11. Spieltag im Heimspiel gegen den 1. FC Nürnberg in der 71. Minute eingewechselt. Beide Partien verlor Hansa jeweils mit 0:2.
Zur Winterpause verließ Biran die Mecklenburger und ging in die Regionalliga zur zweiten Mannschaft des VfL Wolfsburg. Für den Regionalligaaufsteiger spielte er elfmal bis zum Saisonende, erzielte dabei vier Treffer und konnte den direkten Wiederabstieg der Wolfsburger nicht verhindern. Am Ende der Saison verließ er Wolfsburg, blieb in der Regionalliga Nord und unterschrieb beim VfL Osnabrück. Bei Osnabrück kam Biran in der Saison 2005/06 lediglich zu vier Kurzeinsätzen, verließ den Verein daraufhin und spielte ein halbes Jahr in der Oberliga Südwest für Eintracht Trier.
In der Winterpause 2006/07 wechselte er in die Oberliga Nordost Nord zum Spitzenreiter SV Babelsberg 03 und stieg am Saisonende mit ihnen in die Regionalliga auf. Biran erhielt von Babelsberg keinen Vertrag für die Regionalliga. Er meldete sich arbeitslos und spielte für 150 Euro im Monat als Nebentätigkeit weiter für Babelsberg. Mit neun Toren avancierte er in der Hinrunde zum besten Torschützen des Vereins. In der Winterpause legte ihm Ligakonkurrent 1. FC Union Berlin einen Kontrakt vor und so wechselte Biran in die Wuhlheide.

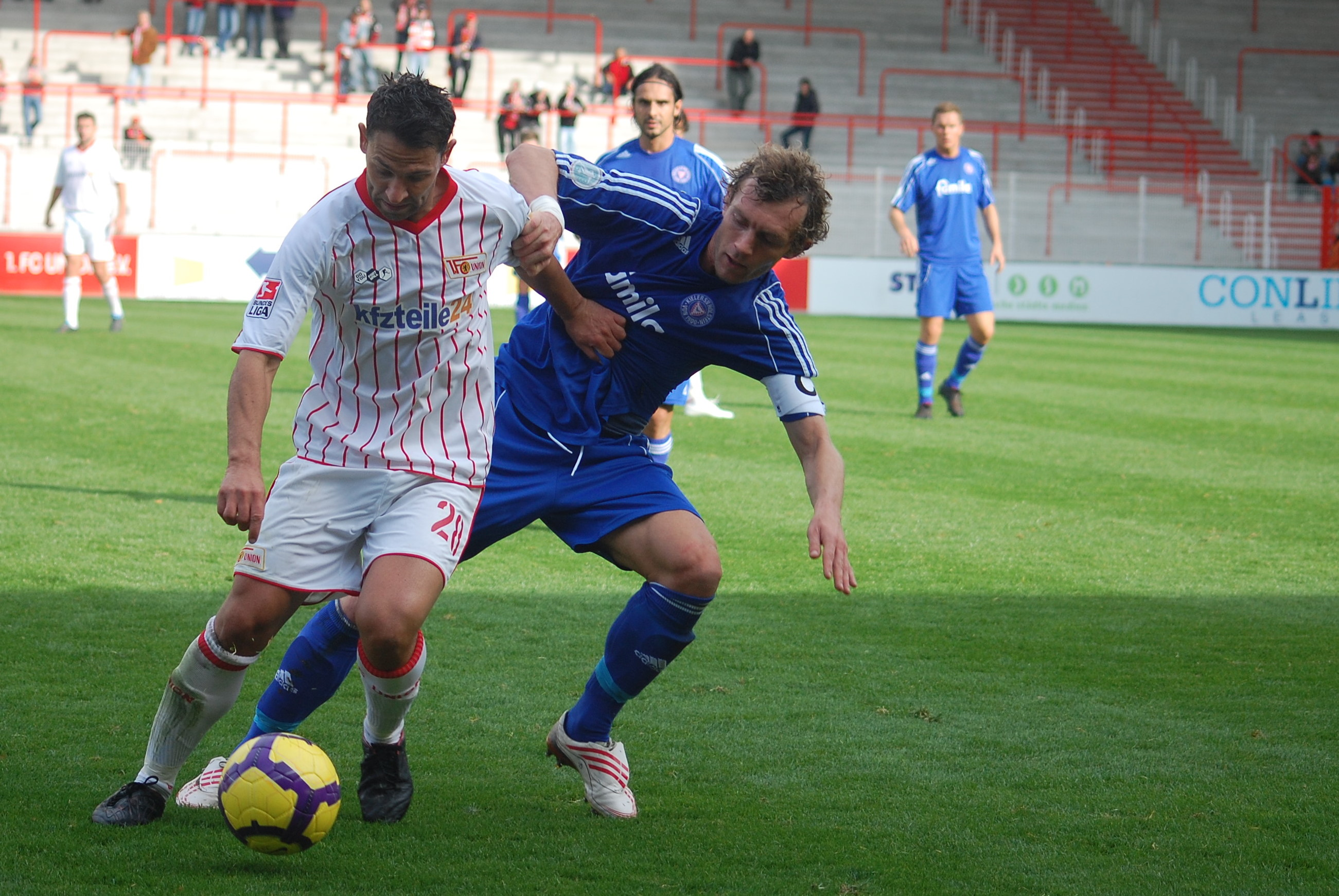
Shergo Biran im Duell mit Peter Schyrba (2009)

Mit den Unionern konnte Biran sich für die neugeschaffene 3. Liga qualifizieren und wurde durch seine vielen Tore schnell Publikumsliebling in Köpenick, woraufhin sein zum Saisonende auslaufender Vertrag im November 2008 bis zum 30. Juni 2011 verlängert wurde. In der Saison 2008/09 konnte er mit Union den Aufstieg in die zweite Bundesliga sowie den Gewinn des Berliner Landespokals feiern. Biran erhielt aber im Juni 2010 trotz seines noch laufenden Vertrages von Union die Freigabe und wechselte zur Saison 2010/11 zum Drittligisten Dynamo Dresden.
Nachdem er während der Hinrunde lediglich fünffach für Dresden eingesetzt worden und dabei torlos geblieben war, wurde sein eigentlich bis Sommer 2012 befristeter Vertrag mit Dresden zum Jahresbeginn 2011 vorzeitig aufgelöst. Biran wechselte daraufhin zum 1. FC Magdeburg, bei dem er allerdings die in ihn gesetzten Erwartungen nicht erfüllen konnte. In zehn Spielen gelang ihm kein Treffer, so dass er Magdeburg nach nur fünf Monaten im Juni 2011 wieder verließ.
Anfang Juli 2011 schloss sich Biran daraufhin dem BFC Dynamo an. Nach einem guten Start mit zwei Treffern in drei Spielen endete am 4. Spieltag bereits die Saison für ihn, als er sich im Spiel gegen den Torgelower SV Greif eine Riss im vorderen und hinteren Kreuzband sowie im Meniskus zuzog. In der Folge stellte sich seine Verletzung als so schwer heraus, dass Biran seine Karriere beenden musste.
Seit November 2013 ist er Trainer der A-Junioren (Verbandsliga) Mannschaft des TSV Rudow 1888 e.V aus Berlin-Neukölln. Mit dieser verpasste er in der Saison 2013/14 knapp den Klassenerhalt. Zur Saison 2014/15 spielen sie deshalb in der A-Junioren Landesliga.